# Wilfried Bony
Wilfried Guemiand Bony, meglio noto come Wilfried Bony (Bingerville, 10 dicembre 1988), è un ex calciatore ivoriano, di ruolo attaccante.

## Caratteristiche tecniche
Gioca prevalentemente come prima punta. Molto forte fisicamente, possiede buona capacità di tiro con entrambi i piedi. Buon finalizzatore, è abile nel difendere palla e far salire la squadra, e nel gioco aereo.

## Carriera

### Club

#### Gli inizi
Nato a Bingerville e cresciuto nell'ex capitale Abidjan, inizia a giocare a calcio nel Maracana Bingerville e poi nell'accademia di Cyril Domoraud, ex difensore di Bordeaux, Marsiglia, Inter, Monaco e Espanyol. Passato all'Issia Wazi Football Club, nel 2006 a 18 anni vince la Coppa della Costa d'Avorio e nel 2007 il titolo di capocannoniere del campionato ivoriano.

#### Sparta Praga
Viene notato da Francis Gilbert Kacou e così il 1º luglio 2008 viene acquistato dai cechi dello Sparta Praga.
Debutta ufficialmente in campionato il 2 agosto nella vittoria per 1-0 contro il Mladá Boleslav. Segna il suo primo gol il 6 settembre contro il Vítkovice (4-1) giocando per lo Sparta Praga II, la seconda squadra. Segna invece il suo primo gol in campionato con la prima squadra il 29 novembre nel 5-0 al Kladno. Segna poi altri due gol in campionato: il 16 marzo nel 5-0 al Zbrojovka Brno e il 30 maggio nello 0-3 contro il Mladá Boleslav. In totale in questa stagione ha messo a segno 3 reti in 16 presenze.
Nella sua seconda stagione invece, oltre ai 9 gol in 29 presenze messi a segno nel campionato vinto dai cechi, debutta in ambito europeo nei preliminari di Champions League il 28 luglio 2009 in Sparta Praga-Panathīnaïkos 3-1. Il 4 agosto al ritorno i cechi perdono però 3-0. Declassati in Europa League, segna una doppietta contro il Maribor il 20 agosto seguente (2-0). La settimana seguente segna anche nella gara di ritorno (1-0). Segnerà poi anche nella vittoria per 2-3 contro il CFR Cluj il 5 novembre.
Dopo una Supercoppa ceca vinta per 1-0 contro il Viktoria Plzeň e altre 14 presenze e 10 gol in campionato, segna una doppietta gol nei preliminari di Champions League 2010-2011 il 13 luglio 2010 nello 0-3 contro il Liepājas Metalurgs. Di nuovo usciti dai preliminari, segna 5 gol in 6 presenze di Europa League: uno al Palermo il 16 settembre e due doppiette al Lausanne Sports.

#### Vitesse

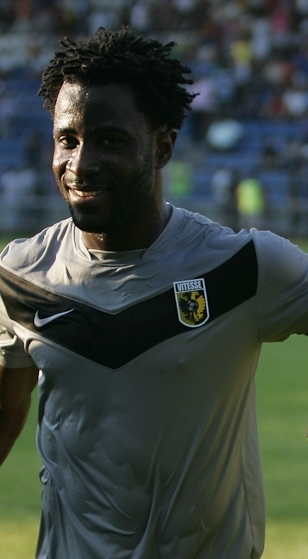
Bony con la maglia del Vitesse nel 2012

Il 31 gennaio 2011 si trasferisce nei Paesi Bassi al Vitesse per 4,1 milioni di euro e segna al debutto il 20 febbraio nel 2-0 contro il De Graafschap. Mette a segno poi altri due gol: il 3 aprile nel 2-1 contro il NEC Nijmegen e il 16 aprile nel 2-1 contro il Groningen.
Inizia la stagione bene con una doppietta il 20 agosto alla terza giornata nel 2-1 contro l'Utrecht. Rimedia la sua prima espulsione per somma di ammonizioni il 10 settembre nella sconfitta per 4-0 contro l'AZ Alkmaar. Il 26 ottobre alla sua seconda presenza in Coppa d'Olanda segna il secondo gol al minuto 68 nella vittoria per 2-1 contro l'ADO Den Haag che consente il passaggio del turno. A maggio segna 5 gol nelle 4 partite dei play-off per la qualificazione all'Europa League.
Conclude la stagione con 32 presenze e 18 gol in campionato.
Inizia la nuova stagione segnando due gol in 4 partite nei preliminari di Europa League che il Vitesse non riesce però a superare. Tornato dalla Coppa d'Africa, il 23 febbraio 2013 segna una tripletta e sbaglia pure un rigore nella vittoria esterna per 5-3 contro l'Heracles Almelo. Questa è la stagione della sua consacrazione con 31 gol segnati in 30 partite di campionato, 35 partite disputate e 37 reti messe a segno complessivamente. In totale con la maglia del Vitesse globalizza 77 presenze segnando 58 reti

#### Swansea City

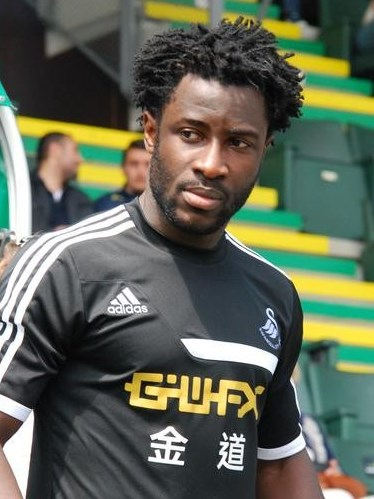
Bony con la maglia dello Swansea nel 2013

L'11 luglio 2013 viene acquistato dallo Swansea per 12 milioni di sterline. Debutta contro il Malmö FF nel terzo turno di qualificazione dell'Europa League, contribuendo con una doppietta al 4-0 finale. Il 18 agosto trova il primo gol in Premier League nella sconfitta per 4-1 contro il Manchester United. Il 1º gennaio 2014 realizza una doppietta ai danni del Manchester City, partita vinta comunque 3-2 dai Citizens. Realizza una rete fondamentale il 5 gennaio, dove al 90º sigla il gol vittoria contro il Manchester United e quindi consente alla sua squadra di qualificarsi al quarto turno di FA Cup. Il 23 febbraio 2014 realizza un'altra doppietta ai danni del Liverpool, nella sconfitta esterna per 3-4. In Europa League mette a segno 5 reti, diventando il primatista di reti dello Swansea City nelle competizioni calcistiche europee.
Nella stagione 2014-2015 si conferma ai buoni livelli dell'annata precedente. Il 20 settembre viene espulso contro il Southampton. Alla nona giornata di Premier League realizza una doppietta contro il Leicester City.

#### Manchester City
Il 14 gennaio 2015 viene acquistato dal Manchester City per 35 milioni di euro. Il 21 febbraio seguente fa il suo esordio con la nuova maglia, nella vittoria casalinga per 5-0 contro il Newcastle, subentrando a Sergio Agüero al 60º minuto. Il 21 marzo segna il suo primo gol con i Citizens, nella vittoria per 3-0 contro il WBA all'Etihad Stadium. Il 17 maggio realizza una rete allo Swansea, sua ex squadra, nel match vinto dal Manchester City per 4-2.

#### Stoke City
Il 30 agosto 2016 passa in prestito oneroso allo Stoke City per un anno, in cambio di circa 2,5 milioni di euro. Dopo sette partite senza reti, il 31 ottobre seguente realizza le sue prime reti in maglia Potters, mettendo a segno una doppietta decisiva nella vittoria interna per 3-1 contro la sua ex squadra, lo Swansea. Di ritorno dalla Coppa d'Africa 2017, nel febbraio 2017 è messo fuori rosa dall'allenatore Mark Hughes, che non lo impiega più dopo il 27 dicembre 2016.

#### Ritorno allo Swansea City
Il 31 agosto 2017 torna allo Swansea City con contratto biennale, in cambio di 12 milioni di sterline. Veste la maglia numero 2 e segna il primo gol in Premier League contro lo Stoke City, sua ex squadra, il 2 dicembre 2017. Una settimana dopo veste la fascia di capitano dello Swansea nella partita vinta per 1-0 al Liberty Stadium contro il West Bromwich, contro cui segna un gol. Gioca l'ultima gara con il club in casa del Leicester City (1-1), partita in cui si infortuna alla caviglia. Lo Swansea retrocede poi in Championship dopo aver perso per 2-1 contro il già retrocesso Stoke. Nella prima parte della stagione 2018-2019 segna un gol in 7 partite in seconda serie.

#### Al-Arabi
Il 31 gennaio 2019 passa in prestito semestrale all'Al-Arabi, in Qatar. Mette a segno la sua prima rete già alla gara di debutto, disputata contro l'Al-Rayyan il 14 febbraio seguente e vinta dai padroni di casa per 3-1. Dopo un'altra rete messa a segno contro l'Al-Shahaniya, sarà protagonista della gara vinta per 3-2 in trasferta contro l'Al-Sailiya, gara in cui ha messo a segno una doppietta. Il 18 maggio 2019 lo Swansea City ha annunciato che il contratto dell'ivoriano non sarebbe stato rinnovato e che sarebbe stato libero al termine del prestito.

#### Al Ittihad
Il 29 gennaio 2020 viene acquistato a parametro zero dall'Al Ittihad, con cui sottoscriverà un contratto semestrale. Ha messo a referto la sua prima rete il 10 febbraio seguente durante una gara persa per 2-1 in casa contro il Damac. Durante la sua esperienza araba ha totalizzato 10 presenze e segnato cinque reti in campionato, prima di rescindere consensualmente il contratto con la società il 1º novembre 2020.

#### N.E.C.
Il 26 gennaio 2022, dopo esser rimasto svincolato per più di un anno, si aggrega al N.E.C., neopromosso in Eredivisie, firmando un contratto annuale. Tuttavia risulta essere in ritardo di condizione, e perciò viene messo fuori per i primi mesi. Il suo debutto con la nuova maglia durerà appena 26 minuti, vedendosi costretto ad uscire dal campo a causa di un infortunio al tendine del ginocchio. A fine stagione, a causa dei vari acciacchi fisici, il club olandese ha annunciato che il giocatore non avrebbe continuato la propria esperienza con il club, e che a partire da luglio sarebbe rimasto svincolato.

#### Always Ready
L'11 febbraio 2023, si trasferirà in Sud America, più precisamente in Bolivia, accasandosi all'Always Ready. Il 24 febbraio 2023, esordirà per il club in un match di Coppa Libertadores contro il Club Deportivo Magallanes: la partita è un calvario per la squadra di La Paz, che crollerà per 3-0 contro i cileni, mentre Bony giocherà solo 20 minuti da subentrato toccando palla per sole 12 volte. La sua permanenza al club, però, è a rischio: il motivo sarebbe che in ogni club della serie, secondo il regolamento della massima divisione, ogni club non deve contenere più di sei giocatori stranieri.
Proprio per questa motivazione, il 1º aprile 2023, dopo appena due mesi, lascia il club rimanendo svincolato. Nella sua permanenza, totalizzerà solamente 2 presenze in Coppa Libertadores.

### Nazionale

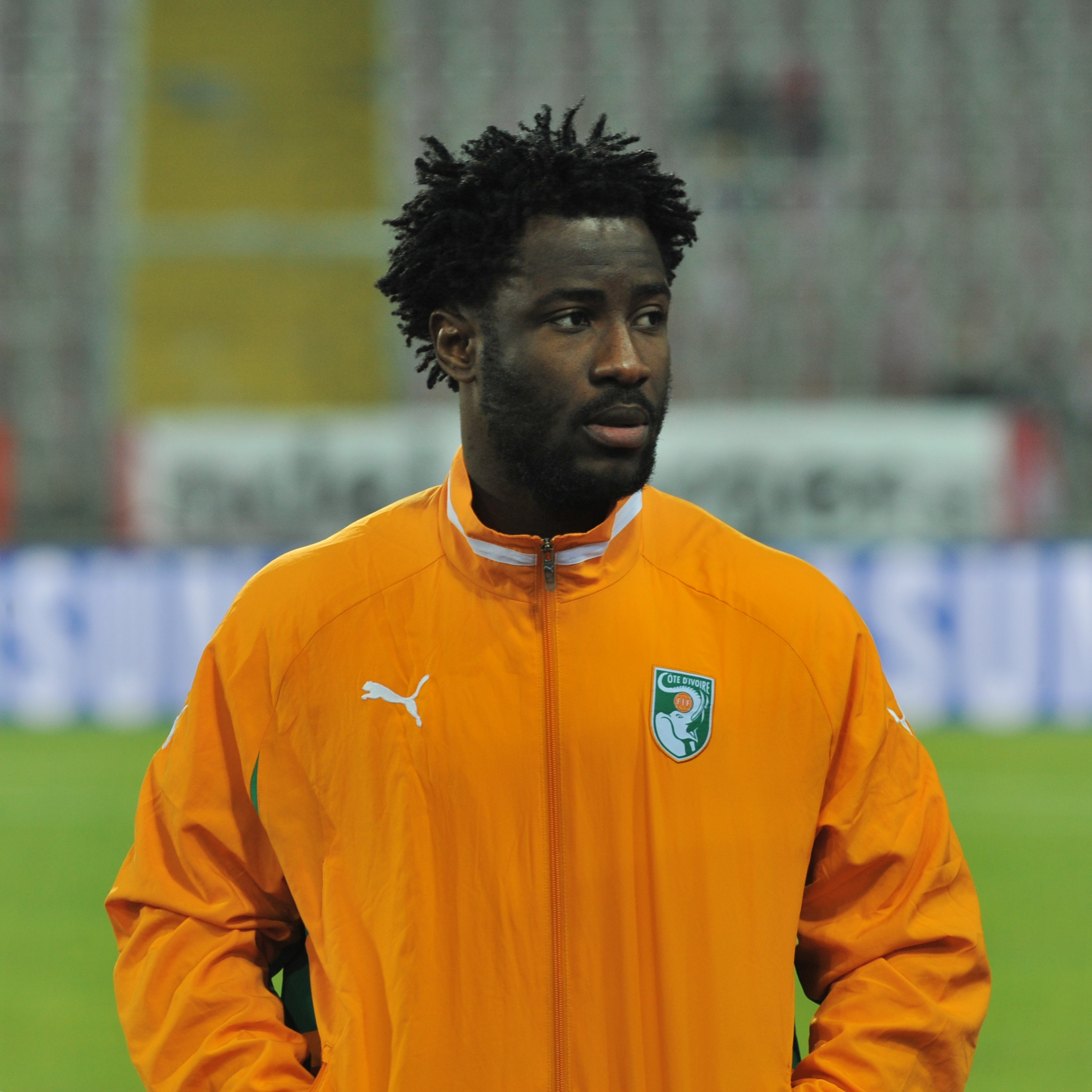
Bony con la nazionale ivoriana nel 2012

Con la nazionale ivoriana di François Zahoui (ex centrocampista di Ascoli e Nancy negli anni '80) debutta il 9 ottobre 2010 sostituendo Abdul Kader Keïta al minuto 80 nella vittoria per 0-1 contro il Burundi, gara valida per le qualificazioni alla Coppa d'Africa 2012. Segna il primo gol in nazionale il 5 giugno 2011 nel 6-2 contro il Benin al minuto 86. Il 3 settembre segna poi una doppietta nel 5-0 al Ruanda rispettivamente al minuto 42 e 43 del primo tempo.
Il 14 giugno 2014 segna un gol in Costa d'Avorio-Giappone (2-1), prima partita della nazionale africana nei Mondiali di Brasile 2014. Alla seconda giornata la Costa d'Avorio viene battuta 2-1 dalla Colombia, pertanto nell'ultima gara deve difendere la seconda posizione contro la Grecia (e teoricamente anche contro il Giappone, che però verrà battuto 4-1 dalla Colombia). La gara vede la Grecia portarsi in vantaggio, ma è proprio Bony a firmare l'1-1 che consentirebbe agli Elefanti di accedere agli ottavi. Tuttavia al 5º minuto di recupero del secondo tempo, gli ellenici ribaltano il risultato siglando con Samaras il rigore che elimina la Costa d'Avorio dal torneo. L'8 febbraio 2015 vince la Coppa d'Africa 2015 ai calci di rigore contro il Ghana.

## Statistiche

### Presenze e reti nei club
Statistiche aggiornate al 27 dicembre 2016.
| Stagione               | Squadra                | Campionato             | Campionato | Campionato | Coppe nazionali | Coppe nazionali | Coppe nazionali | Coppe continentali | Coppe continentali | Coppe continentali | Altre coppe | Altre coppe | Altre coppe | Totale | Totale |
| Stagione               | Squadra                | Comp                   | Pres       | Reti       | Comp            | Pres            | Reti            | Comp               | Pres               | Reti               | Comp        | Pres        | Reti        | Pres   | Reti   |
| ---------------------- | ---------------------- | ---------------------- | ---------- | ---------- | --------------- | --------------- | --------------- | ------------------ | ------------------ | ------------------ | ----------- | ----------- | ----------- | ------ | ------ |
| 2008-2009              | Sparta Praga           | GL                     | 16         | 3          | PC              | 3               | 0               | UCL+CU             | 0                  | 0                  | -           | -           | -           | 19     | 3      |
| 2009-2010              | Sparta Praga           | GL                     | 29         | 9          | PC              | 5               | 2               | UCL+UEL            | 2+8                | 0+4                | -           | -           | -           | 44     | 15     |
| 2010-gen. 2011         | Sparta Praga           | GL                     | 14         | 10         | PC              | 1               | 0               | UCL+UEL            | 4+6                | 2+5                | -           | -           | -           | 25     | 17     |
| Totale Sparta Praga    | Totale Sparta Praga    | Totale Sparta Praga    | 59         | 22         |                 | 9               | 2               |                    | 20                 | 11                 |             | -           | -           | 88     | 35     |
| gen.-giu. 2011         | Vitesse                | ED                     | 7          | 3          | CO              | 0               | 0               | -                  | -                  | -                  | -           | -           | -           | 7      | 3      |
| 2011-2012              | Vitesse                | ED                     | 28+4       | 12+5       | CO              | 2               | 1               | -                  | -                  | -                  | -           | -           | -           | 34     | 18     |
| 2012-2013              | Vitesse                | ED                     | 30         | 31         | CO              | 2               | 4               | UEL                | 4                  | 2                  | -           | -           | -           | 36     | 37     |
| Totale Vitesse         | Totale Vitesse         | Totale Vitesse         | 65+4       | 51         |                 | 4               | 5               |                    | 4                  | 2                  |             | -           | -           | 77     | 58     |
| 2013-2014              | Swansea City           | PL                     | 34         | 17         | FACup+CdL       | 2+1             | 3+1             | UEL                | 11                 | 5                  | -           | -           | -           | 48     | 26     |
| 2014-gen. 2015         | Swansea City           | PL                     | 20         | 9          | FACup+CdL       | 0+2             | 0               | -                  | -                  | -                  | -           | -           | -           | 22     | 9      |
| gen.-giu. 2015         | Manchester City        | PL                     | 10         | 2          | FACup+CdL       | 0               | 0               | UCL                | 2                  | 0                  | CS          | -           | -           | 12     | 2      |
| 2015-2016              | Manchester City        | PL                     | 26         | 4          | FACup+CdL       | 0+3             | 0+2             | UCL                | 5                  | 2                  | -           | -           | -           | 34     | 9      |
| Totale Manchester City | Totale Manchester City | Totale Manchester City | 36         | 6          |                 | 3               | 2               |                    | 7                  | 4                  |             | -           | -           | 46     | 11     |
| 2016-2017              | Stoke City             | PL                     | 10         | 2          | FACup+CdL       | 0+1             | 0               | -                  | -                  | -                  | -           | -           | -           | 11     | 2      |
| 2017-2018              | Swansea City           | PL                     | 15         | 2          | FACup+CdL       | 3+1             | 1+0             | -                  | -                  | -                  | -           | -           | -           | 19     | 3      |
| 2018-gen.2019          | Swansea City           | FLC                    | 7          | 1          | FACup+CdL       | 0+0             | 0+0             | -                  | -                  | -                  | -           | -           | -           | 7      | 1      |
| Totale Swansea         | Totale Swansea         | Totale Swansea         | 76         | 29         |                 | 9               | 5               |                    | 11                 | 5                  |             | -           | -           | 96     | 39     |
| gen.-giu.2019          | Al-Arabi               | QSL                    | 7          | 5          | -               | -               | -               | -                  | -                  | -                  | -           | -           | -           | 7      | 5      |
| 2019-2020              | Al-Ittihad             | SPL                    | 10         | 5          | -               | -               | -               | -                  | -                  | -                  | -           | -           | -           | 10     | 5      |
| gen.-giu. 2022         | N.E.C.                 | E                      | 1          | 0          | CO              | 1               | 0               | -                  | -                  | -                  | -           | -           | -           | 2      | 0      |
| feb.-mar. 2023         | Always Ready           | PD                     | 0          | 0          | CB              | 0               | 0               | CL                 | 2                  | 0                  | -           | -           | -           | 2      | 0      |
| Totale carriera        | Totale carriera        | Totale carriera        | 258        | 120        |                 | 27              | 14              |                    | 44                 | 22                 |             | -           | -           | 339    | 154    |

### Cronologia presenze e reti in Nazionale
| Cronologia completa delle presenze e delle reti in nazionale ― Costa d'Avorio | Cronologia completa delle presenze e delle reti in nazionale ― Costa d'Avorio | Cronologia completa delle presenze e delle reti in nazionale ― Costa d'Avorio | Cronologia completa delle presenze e delle reti in nazionale ― Costa d'Avorio | Cronologia completa delle presenze e delle reti in nazionale ― Costa d'Avorio | Cronologia completa delle presenze e delle reti in nazionale ― Costa d'Avorio | Cronologia completa delle presenze e delle reti in nazionale ― Costa d'Avorio | Cronologia completa delle presenze e delle reti in nazionale ― Costa d'Avorio |
| Data                                                                          | Città                                                                         | In casa                                                                       | Risultato                                                                     | Ospiti                                                                        | Competizione                                                                  | Reti                                                                          | Note                                                                          |
| ----------------------------------------------------------------------------- | ----------------------------------------------------------------------------- | ----------------------------------------------------------------------------- | ----------------------------------------------------------------------------- | ----------------------------------------------------------------------------- | ----------------------------------------------------------------------------- | ----------------------------------------------------------------------------- | ----------------------------------------------------------------------------- |
| 9-10-2010                                                                     | Bujumbura                                                                     | Burundi                                                                       | 0 – 1                                                                         | Costa d'Avorio                                                                | Qual. Coppa d'Africa 2012                                                     | -                                                                             | 80’                                                                           |
| 17-11-2010                                                                    | Poznań                                                                        | Polonia                                                                       | 3 – 1                                                                         | Costa d'Avorio                                                                | Amichevole                                                                    | -                                                                             | 40’                                                                           |
| 5-6-2011                                                                      | Cotonou                                                                       | Benin                                                                         | 2 – 6                                                                         | Costa d'Avorio                                                                | Qual. Coppa d'Africa 2012                                                     | 1                                                                             | 65’                                                                           |
| 10-8-2011                                                                     | Lancy                                                                         | Costa d'Avorio                                                                | 4 – 3                                                                         | Israele                                                                       | Amichevole                                                                    | -                                                                             | 71’                                                                           |
| 3-9-2011                                                                      | Kigali                                                                        | Ruanda                                                                        | 0 – 5                                                                         | Costa d'Avorio                                                                | Qual. Coppa d'Africa 2012                                                     | 2                                                                             | 54’                                                                           |
| 9-10-2011                                                                     | Abidjan                                                                       | Costa d'Avorio                                                                | 2 – 1                                                                         | Burundi                                                                       | Qual. Coppa d'Africa 2012                                                     | -                                                                             | 48’                                                                           |
| 12-11-2011                                                                    | Port Elizabeth                                                                | Sudafrica                                                                     | 1 – 1                                                                         | Costa d'Avorio                                                                | Amichevole                                                                    | -                                                                             | 66’                                                                           |
| 13-1-2012                                                                     | Abu Dhabi                                                                     | Costa d'Avorio                                                                | 2 – 0                                                                         | Tunisia                                                                       | Amichevole                                                                    | -                                                                             | 76’                                                                           |
| 26-1-2012                                                                     | Malabo                                                                        | Costa d'Avorio                                                                | 2 – 0                                                                         | Burkina Faso                                                                  | Coppa d'Africa 2012 - 1º turno                                                | -                                                                             | 81’                                                                           |
| 30-1-2012                                                                     | Malabo                                                                        | Costa d'Avorio                                                                | 2 – 0                                                                         | Angola                                                                        | Coppa d'Africa 2012 - 1º turno                                                | 1                                                                             |                                                                               |
| 4-2-2012                                                                      | Malabo                                                                        | Costa d'Avorio                                                                | 3 – 0                                                                         | Guinea Equatoriale                                                            | Coppa d'Africa 2012 - Quarti di finale                                        | -                                                                             | 77’                                                                           |
| 12-2-2012                                                                     | Libreville                                                                    | Zambia                                                                        | 0 – 0 dts (8 – 7 dtr)                                                         | Costa d'Avorio                                                                | Coppa d'Africa 2012 - Finale                                                  | -                                                                             | 86’                                                                           |
| 29-2-2012                                                                     | Abidjan                                                                       | Costa d'Avorio                                                                | 0 – 0                                                                         | Guinea                                                                        | Amichevole                                                                    | -                                                                             | 54’                                                                           |
| 9-6-2012                                                                      | Marrakech                                                                     | Marocco                                                                       | 2 – 2                                                                         | Costa d'Avorio                                                                | Qual. Mondiali 2014                                                           | -                                                                             | 85’                                                                           |
| 14-11-2012                                                                    | Linz                                                                          | Austria                                                                       | 0 – 3                                                                         | Costa d'Avorio                                                                | Amichevole                                                                    | -                                                                             | 46’                                                                           |
| 22-1-2013                                                                     | Rustenburg                                                                    | Costa d'Avorio                                                                | 2 – 1                                                                         | Togo                                                                          | Coppa d'Africa 2013 - 1º turno                                                | -                                                                             | 74’                                                                           |
| 30-1-2013                                                                     | Rustenburg                                                                    | Algeria                                                                       | 2 – 2                                                                         | Costa d'Avorio                                                                | Coppa d'Africa 2013 - 1º turno                                                | 1                                                                             |                                                                               |
| 23-3-2013                                                                     | Abidjan                                                                       | Costa d'Avorio                                                                | 3 – 0                                                                         | Gambia                                                                        | Qual. Mondiali 2014                                                           | 1                                                                             | 76’                                                                           |
| 8-6-2013                                                                      | Banjul                                                                        | Gambia                                                                        | 0 – 3                                                                         | Costa d'Avorio                                                                | Qual. Mondiali 2014                                                           | 1                                                                             |                                                                               |
| 16-6-2013                                                                     | Dar es Salaam                                                                 | Tanzania                                                                      | 2 – 4                                                                         | Costa d'Avorio                                                                | Qual. Mondiali 2014                                                           | 1                                                                             | 90’                                                                           |
| 14-8-2013                                                                     | East Rutherford                                                               | Messico                                                                       | 4 – 1                                                                         | Costa d'Avorio                                                                | Amichevole                                                                    | -                                                                             | 31’ 72’                                                                       |
| 7-9-2013                                                                      | Abidjan                                                                       | Costa d'Avorio                                                                | 1 – 1                                                                         | Marocco                                                                       | Qual. Mondiali 2014                                                           | -                                                                             | 73’                                                                           |
| 5-3-2014                                                                      | Bruxelles                                                                     | Belgio                                                                        | 2 – 2                                                                         | Costa d'Avorio                                                                | Amichevole                                                                    | -                                                                             | 83’                                                                           |
| 4-6-2014                                                                      | Frisco                                                                        | El Salvador                                                                   | 1 – 2                                                                         | Costa d'Avorio                                                                | Amichevole                                                                    | -                                                                             | 63’                                                                           |
| 14-6-2014                                                                     | Recife                                                                        | Costa d'Avorio                                                                | 2 – 1                                                                         | Giappone                                                                      | Mondiali 2014 - 1º turno                                                      | 1                                                                             | 78’                                                                           |
| 19-6-2014                                                                     | Brasilia                                                                      | Colombia                                                                      | 2 – 1                                                                         | Costa d'Avorio                                                                | Mondiali 2014 - 1º turno                                                      | -                                                                             | 60’                                                                           |
| 24-6-2014                                                                     | Fortaleza                                                                     | Grecia                                                                        | 2 – 1                                                                         | Costa d'Avorio                                                                | Mondiali 2014 - 1º turno                                                      | 1                                                                             | 61’                                                                           |
| 6-9-2014                                                                      | Abidjan                                                                       | Costa d'Avorio                                                                | 2 – 1                                                                         | Sierra Leone                                                                  | Qual. Coppa d'Africa 2015                                                     | -                                                                             | 88’                                                                           |
| 10-9-2014                                                                     | Yaoundé                                                                       | Camerun                                                                       | 4 – 1                                                                         | Costa d'Avorio                                                                | Qual. Coppa d'Africa 2015                                                     | -                                                                             |                                                                               |
| 11-10-2014                                                                    | Kinshasa                                                                      | RD del Congo                                                                  | 1 – 2                                                                         | Costa d'Avorio                                                                | Qual. Coppa d'Africa 2015                                                     | 1                                                                             | 56’ 75’                                                                       |
| 15-10-2014                                                                    | Abidjan                                                                       | Costa d'Avorio                                                                | 3 – 4                                                                         | RD del Congo                                                                  | Qual. Coppa d'Africa 2015                                                     | -                                                                             | 82’                                                                           |
| 19-11-2014                                                                    | Abidjan                                                                       | Costa d'Avorio                                                                | 0 – 0                                                                         | Camerun                                                                       | Qual. Coppa d'Africa 2015                                                     | -                                                                             | 46’                                                                           |
| 15-1-2015                                                                     | Abu Dhabi                                                                     | Costa d'Avorio                                                                | 0 – 2                                                                         | Svezia                                                                        | Amichevole                                                                    | -                                                                             | 78’                                                                           |
| 20-1-2015                                                                     | Malabo                                                                        | Costa d'Avorio                                                                | 1 – 1                                                                         | Guinea                                                                        | Coppa d'Africa 2015 - 1º Turno                                                | -                                                                             |                                                                               |
| 24-1-2015                                                                     | Malabo                                                                        | Costa d'Avorio                                                                | 1 – 1                                                                         | Mali                                                                          | Coppa d'Africa 2015 - 1º Turno                                                | -                                                                             | 84’                                                                           |
| 28-1-2015                                                                     | Malabo                                                                        | Costa d'Avorio                                                                | 1 – 0                                                                         | Camerun                                                                       | Coppa d'Africa 2015 - 1º Turno                                                | -                                                                             |                                                                               |
| 1-2-2015                                                                      | Malabo                                                                        | Costa d'Avorio                                                                | 3 – 1                                                                         | Algeria                                                                       | Coppa d'Africa 2015 - Quarti di Finale                                        | 2                                                                             | 90+1’                                                                         |
| 4-2-2015                                                                      | Bata                                                                          | Costa d'Avorio                                                                | 3 – 1                                                                         | RD del Congo                                                                  | Coppa d'Africa 2015 - Semifinale                                              | -                                                                             | 90+1’                                                                         |
| 8-2-2015                                                                      | Bata                                                                          | Costa d'Avorio                                                                | 0 – 0 dts (9 – 8 dtr)                                                         | Ghana                                                                         | Coppa d'Africa 2015 - Finale                                                  | -                                                                             | 2º titolo africano                                                            |
| 26-3-2015                                                                     | Abidjan                                                                       | Costa d'Avorio                                                                | 2 – 0                                                                         | Angola                                                                        | Amichevole                                                                    | -                                                                             | 46’                                                                           |
| 29-3-2015                                                                     | Abidjan                                                                       | Costa d'Avorio                                                                | 1 – 1                                                                         | Guinea Equatoriale                                                            | Amichevole                                                                    | -                                                                             | 39’                                                                           |
| 14-6-2015                                                                     | Libreville                                                                    | Gabon                                                                         | 0 – 0                                                                         | Costa d'Avorio                                                                | Amichevole                                                                    | -                                                                             | 83’                                                                           |
| 25-3-2016                                                                     | Abidjan                                                                       | Costa d'Avorio                                                                | 1 – 0                                                                         | Sudan                                                                         | Qual. Coppa d'Africa 2017                                                     | -                                                                             |                                                                               |
| 29-3-2016                                                                     | Omdurman                                                                      | Sudan                                                                         | 1 – 1                                                                         | Costa d'Avorio                                                                | Qual. Coppa d'Africa 2017                                                     | -                                                                             |                                                                               |
| 8-10-2016                                                                     | Bouaké                                                                        | Costa d'Avorio                                                                | 3 – 1                                                                         | Mali                                                                          | Qual. Mondiali 2018                                                           | -                                                                             | 83’                                                                           |
| 12-11-2016                                                                    | Marrakech                                                                     | Marocco                                                                       | 0 – 0                                                                         | Costa d'Avorio                                                                | Qual. Mondiali 2018                                                           | -                                                                             | 73’                                                                           |
| 8-1-2017                                                                      | Abu Dhabi                                                                     | Svezia                                                                        | 1 – 2                                                                         | Costa d'Avorio                                                                | Amichevole                                                                    | -                                                                             | 46’                                                                           |
| 11-1-2017                                                                     | Abu Dhabi                                                                     | Costa d'Avorio                                                                | 3 – 0                                                                         | Uganda                                                                        | Amichevole                                                                    | -                                                                             | 64’                                                                           |
| 16-1-2017                                                                     | Oyem                                                                          | Costa d'Avorio                                                                | 0 – 0                                                                         | Togo                                                                          | Coppa d'Africa 2017 - 1º turno                                                | -                                                                             | 70’                                                                           |
| 20-1-2017                                                                     | Oyem                                                                          | Costa d'Avorio                                                                | 2 – 2                                                                         | RD del Congo                                                                  | Coppa d'Africa 2017 - 1º turno                                                | 1                                                                             |                                                                               |
| 24-1-2017                                                                     | Oyem                                                                          | Marocco                                                                       | 1 – 0                                                                         | Costa d'Avorio                                                                | Coppa d'Africa 2017 - 1º turno                                                | -                                                                             |                                                                               |
| 7-6-2019                                                                      | Boulogne-sur-Mer                                                              | Costa d'Avorio                                                                | 3 – 1                                                                         | Comore                                                                        | Amichevole                                                                    | 2                                                                             | 64’                                                                           |
| 14-6-2019                                                                     | Abu Dhabi                                                                     | Costa d'Avorio                                                                | 0 – 1                                                                         | Uganda                                                                        | Amichevole                                                                    | -                                                                             | 77’                                                                           |
| 19-6-2019                                                                     | Abu Dhabi                                                                     | Zambia                                                                        | 1 – 4                                                                         | Costa d'Avorio                                                                | Amichevole                                                                    | 1                                                                             | 70’                                                                           |
| 28-6-2019                                                                     | Il Cairo                                                                      | Marocco                                                                       | 1 – 0                                                                         | Costa d'Avorio                                                                | Coppa d'Africa 2019 - 1º turno                                                | -                                                                             | 63’                                                                           |
| 1-7-2019                                                                      | Il Cairo                                                                      | Namibia                                                                       | 1 – 4                                                                         | Costa d'Avorio                                                                | Coppa d'Africa 2019 - 1º turno                                                | -                                                                             | 85’                                                                           |
| 8-7-2019                                                                      | Suez                                                                          | Mali                                                                          | 0 – 1                                                                         | Costa d'Avorio                                                                | Coppa d'Africa 2019 - Ottavi di finale                                        | -                                                                             | 85’                                                                           |
| 11-7-2019                                                                     | Suez                                                                          | Costa d'Avorio                                                                | 1 – 1 dts (3 – 4 dtr)                                                         | Algeria                                                                       | Coppa d'Africa 2019 - Quarti di finale                                        | -                                                                             | 96’                                                                           |
| 26-3-2021                                                                     | Niamey                                                                        | Niger                                                                         | 0 – 3                                                                         | Costa d'Avorio                                                                | Qual. Coppa d'Africa 2021                                                     | -                                                                             |                                                                               |
| Totale                                                                        |                                                                               | Presenze                                                                      | 59                                                                            |                                                                               | Reti (10º posto)                                                              | 17                                                                            |                                                                               |

| Cronologia completa delle presenze e delle reti in nazionale (partite non ufficiali) ― Costa d'Avorio | Cronologia completa delle presenze e delle reti in nazionale (partite non ufficiali) ― Costa d'Avorio | Cronologia completa delle presenze e delle reti in nazionale (partite non ufficiali) ― Costa d'Avorio | Cronologia completa delle presenze e delle reti in nazionale (partite non ufficiali) ― Costa d'Avorio | Cronologia completa delle presenze e delle reti in nazionale (partite non ufficiali) ― Costa d'Avorio | Cronologia completa delle presenze e delle reti in nazionale (partite non ufficiali) ― Costa d'Avorio | Cronologia completa delle presenze e delle reti in nazionale (partite non ufficiali) ― Costa d'Avorio | Cronologia completa delle presenze e delle reti in nazionale (partite non ufficiali) ― Costa d'Avorio |
| Data                                                                                                  | Città                                                                                                 | In casa                                                                                               | Risultato                                                                                             | Ospiti                                                                                                | Competizione                                                                                          | Reti                                                                                                  | Note                                                                                                  |
| --- | --- | --- | --- | --- | --- | --- | --- |
| 27-5-2012                                                                                             | Saint-Leu-la-Forêt                                                                                    | Costa d'Avorio                                                                                        | 2 – 1                                                                                                 | Mali                                                                                                  | Amichevole                                                                                            | 1 | |
| Totale                                                                                                | | Presenze                                                                                              | 1 | | Reti                                                                                                  | 1 | |

## Palmarès

### Club
- Coppa della Costa d'Avorio: 1

Issia Wazi: 2006
- Campionato ceco: 1

Sparta Praga: 2009-10
- Supercoppa ceca di calcio: 1

Sparta Praga: 2010
- Coppa di Lega inglese: 1

Manchester City: 2015-2016

### Nazionale
- Coppa d'Africa: 1

Guinea Equatoriale 2015

### Individuale
- Capocannoniere del campionato ivoriano: 1

2008
- Capocannoniere dell'Eredivisie: 1

2012-2013 (31 gol)
- Calciatore olandese dell'anno: 1

2013